# Tre topolini ciechi e altre storie
Tre topolini ciechi è una raccolta di 9 racconti di Agatha Christie pubblicata per la prima volta nel 1950 con il titolo Three Blind Mice and other stories.
La trama di Le maledizioni della strega è stata poi ampliata dalla Christie nel suo romanzo Nella mia fine è il mio principio.

## Trama
I 9 racconti sono i seguenti (tra parentesi il titolo originale):
1. Tre topolini ciechi (Three Blind Mice)
2. Uno scherzo arguto (Strange Jest)
3. Omicidio su misura (Tape-Measure Murder)
4. Il caso della domestica perfetta (The Case of the Perfect Maid)
5. Le maledizioni della strega (The Case of the Caretaker)
6. L'appartamento al terzo piano (The Third-Floor Flat)
7. A mezzogiorno in punto (The Adventure of Johnnie Waverly)
8. La torta di more (Four and Twenty Blackbirds)
9. Gli investigatori dell'amore (The Love Detectives)

Il 1° racconto, che dà il titolo alla raccolta, non ha alcuno dei detective "fissi" di Agatha Christie (Hercule Poirot, Miss Marple, ecc.); i racconti dal 2º al 5º hanno come protagonista Miss Marple (anche se nel 5° in realtà il fatto viene raccontato a Miss Marple), i racconti dal 6º all'8º hanno come protagonista Poirot, il 9° racconto ha come protagonisti Harley Quin e Satterthwaite

## Edizioni italiane
- Vita, morte e miracoli di Miss Marple [La morte nel villaggio. 7 racconti. Addio, Miss Marple], a cura di Alberto Tedeschi e Stefano Benvenuti, copertina e risguardi di Ferenc Pintér, Collezione Omnibus Gialli e di Fantascienza, Milano, Arnoldo Mondadori Editore, ottobre 1977; II ed., settembre 1979. [contiene quattro racconti tradotti da Lidia Lax: Uno scherzo arguto, Le maledizioni della strega, Il caso della domestica perfetta, Omicidio su misura]
- Tre topolini ciechi e altre storie, traduzioni di Lidia Lax e Marco Papi, Collana Tutti i racconti di Agatha Christie n.7, Milano, Mondadori, ottobre 1981; Collana Oscar Gialli n.G66 (Oscar n.242), Mondadori, maggio 1991, ISBN 88-04-347-54-6; Collana Oscar Scrittori del Novecento, Mondadori, 1994, ISBN 978-88-044-1147-5; Collana Oscar Narrativa n.1506, Mondadori, 1996, ISBN 88-04-41147-3; Collezione Agatha Christie, Edizione illustrata, Milano, Club degli Editori (Mondolibri), 2000; Collana Oscar Scrittori Moderni, Mondadori, 2003, ISBN 978-88-045-2175-4; Collezione I grandi gialli di Agatha Christie, Milano, Hachette, 2004; Collana Oscar Gialli, Mondadori, 2019, ISBN 978-88-047-1083-7; Collana Oscar Moderni, Mondadori, 2020, ISBN 978-88-047-3691-2; Collana Oscar junior, Mondadori, 2021 - giugno 2025, ISBN 978-88-048-0273-0.